# Cornillon-en-Trièves
Pour les articles homonymes, voir Cornillon (homonymie).
Cornillon-en-Trièves est une commune française située dans le département de l'Isère en région Auvergne-Rhône-Alpes.
Cornillon en Trièves est une commune du sud Isère et du centre du Trièves. Elle se situe à environ 50 kilomètres au sud de Grenoble. Le point culminant de la commune est Le Grand Fays qui s'élève à 1 106 mètres d'altitude. Le point le plus bas de la commune se situe sur les berges du lac de Monteynard (célèbre pour les véliplanchistes).

## Géographie

### Situation et description
Cornillon-en-Trièves est une commune de moyenne montagne à l'aspect essentiellement rurale, positionnée dans la région naturelle du Trièves au sud de Grenoble et à proximité immédiate de Mens.

### Communes limitrophes
La commune de Cornillon-en-Trièves compte six communes limitrophes, toutes situées en Isère.
|          | Mayres-Savel         |                     |
| Lavars   | Cornillon-en-Trièves | Saint-Jean-d'Hérans |
| Le Percy | Prébois              | Mens                |

### Climat
Pour des articles plus généraux, voir Climat d'Auvergne-Rhône-Alpes et Climat de l'Isère.
En 2010, le climat de la commune est de type climat des marges montargnardes, selon une étude du Centre national de la recherche scientifique s'appuyant sur une série de données couvrant la période 1971-2000. En 2020, Météo-France publie une typologie des climats de la France métropolitaine dans laquelle la commune est exposée à un climat de montagne ou de marges de montagne et est dans la région climatique Alpes du sud, caractérisée par une pluviométrie annuelle de 850 à 1 000 mm, minimale en été.
Pour la période 1971-2000, la température annuelle moyenne est de 9,1 °C, avec une amplitude thermique annuelle de 17,2 °C. Le cumul annuel moyen de précipitations est de 953 mm, avec 9,1 jours de précipitations en janvier et 6,3 jours en juillet. Pour la période 1991-2020, la température moyenne annuelle observée sur la station météorologique de Météo-France la plus proche, « Saint-Baudille », sur la commune de Saint-Baudille-et-Pipet à 6 km à vol d'oiseau, est de 9,1 °C et le cumul annuel moyen de précipitations est de 1 082,0 mm,. Pour l'avenir, les paramètres climatiques de la commune estimés pour 2050 selon différents scénarios d'émission de gaz à effet de serre sont consultables sur un site dédié publié par Météo-France en novembre 2022.

### Hydrographie
Le territoire communal est bordé dans sa partie la plus septentrionale par le torrent du Drac, cours d'eau alpin de 130 km, affluent de l'Isère et sous affluent du Rhône.

### Voies de communication
La commune est située hors des grands axes de communication.

## Urbanisme

### Typologie
Au 1er janvier 2024, Cornillon-en-Trièves est catégorisée commune rurale à habitat très dispersé, selon la nouvelle grille communale de densité à sept niveaux définie par l'Insee en 2022.
Elle est située hors unité urbaine et hors attraction des villes,.

### Occupation des sols
L'occupation des sols de la commune, telle qu'elle ressort de la base de données européenne d’occupation biophysique des sols Corine Land Cover (CLC), est marquée par l'importance des forêts et milieux semi-naturels (51,1 % en 2018), une proportion sensiblement équivalente à celle de 1990 (51,4 %). La répartition détaillée en 2018 est la suivante : 
forêts (51,1 %), terres arables (22,9 %), prairies (17,1 %), zones agricoles hétérogènes (8,4 %), eaux continentales (0,5 %). L'évolution de l’occupation des sols de la commune et de ses infrastructures peut être observée sur les différentes représentations cartographiques du territoire : la carte de Cassini (XVIIIe siècle), la carte d'état-major (1820-1866) et les cartes ou photos aériennes de l'IGN pour la période actuelle (1950 à aujourd'hui).

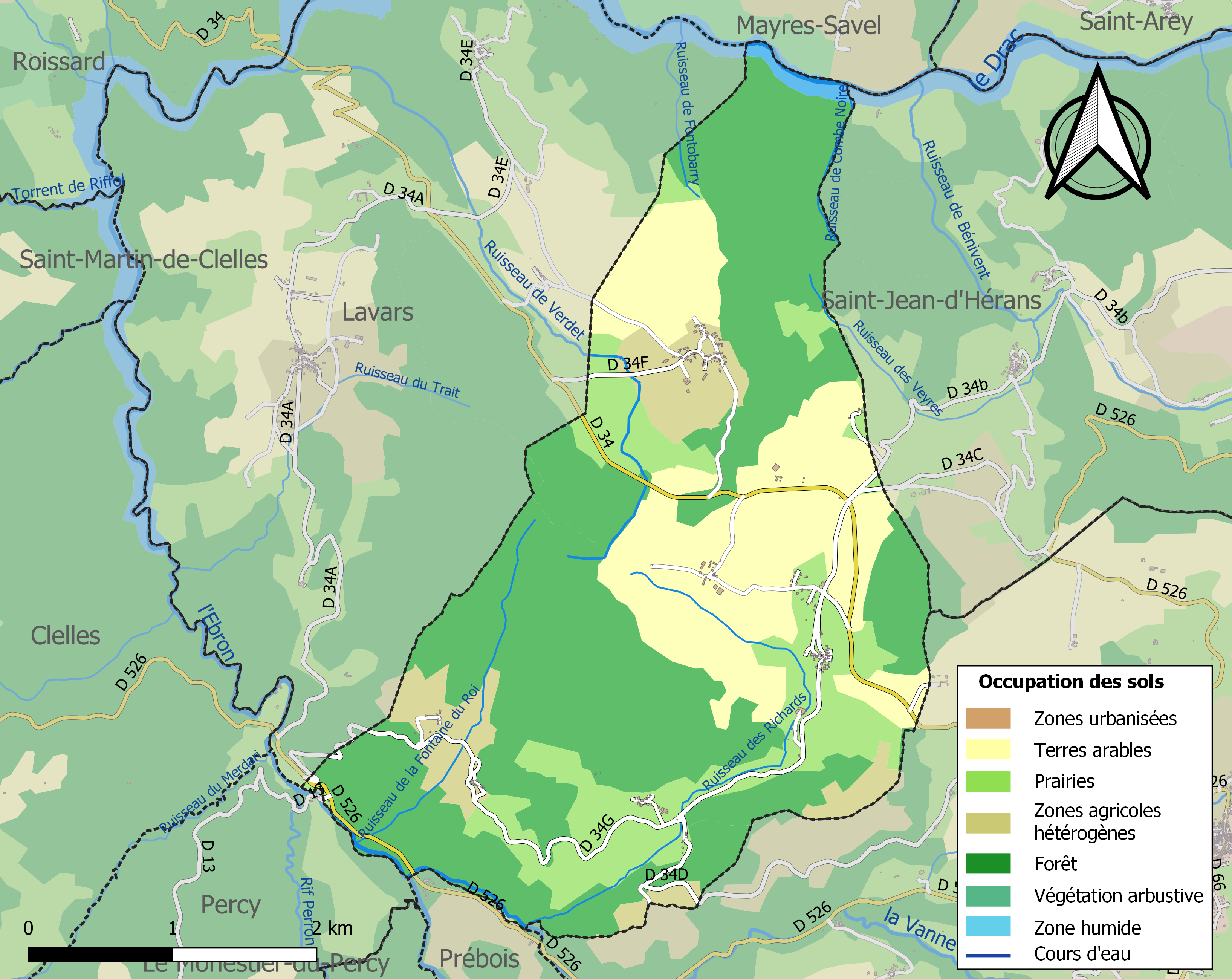
Carte des infrastructures et de l'occupation des sols de la commune en 2018 (CLC).

### Lieux-dits et écarts
Il existe trois hameaux principaux : Villard Julien (780 m d'altitude), le Grand Oriol (820 m) et le Petit Oriol (750 m). On peut aussi noter la présence de divers petits hameaux (quelques maisons ou fermes) : la Grange du Baron, le château de Cornillon, la Combe d'Andrieu, l'Aubépin, les Richards, Blanchardeyres, la Citadelle.

### Risques naturels et technologiques

#### Risques sismiques
L'ensemble du territoire de la commune de Cornillon-en-Trièves est situé en zone de sismicité no 3 dite « modérée » (sur une échelle de 1 à 5), comme la plupart des communes de son secteur géographique. Elle se situe cependant non loin  de la limite d'une zone sismique classifiée de « moyenne », située plus au nord.
| Type de zone | Niveau            | Définitions (bâtiment à risque normal) |
| ------------ | ----------------- | -------------------------------------- |
| Zone 3       | Sismicité modérée | accélération = 1,1 m/s2                |

## Histoire

### Antiquité
Selon une tradition légendaire, des "troupes régulières de Rome" seraient intervenues dans cette  partie des Alpes à la demande d'une peuplade gauloise en conflit avec ses voisines. Ce serait l'origine de la présence romaine dans la région. On sait qu'en réalité le processus d'intégration de cette région est lié au contrôle progressivement assuré par Rome. Il fait suite à la défaite des Allobroges en 121 av. J.-C. et se termine un peu plus d'un siècle plus tard sous l'Empereur Auguste comme en témoigne l'érection en 6 av. J.-C. du Trophée des Alpes à La Turbie.
Selon des monographies portant sur la région, une voie romaine passait au col de Cornillon et continuait vers la ville de Mens où se situait un relais au croisement de deux voies.  L'Empereur Néron y aurait fait construire une villa fortifiée. Un patricien gallo-romain du nom de Cornélius qui aurait occupé une villa sous le col à l’emplacement actuel du vieux hameau aurait laissé son nom à l’endroit. Ces hypothèses sont fondées sur l'interprétation des toponymes Mens et Cornillon. Mens dériverait du latin mansio et Cornillon du nom gentilice latin Cornelius.
Une monographie récente place à Cornillon en Trièves la station de Geminas qui figure entre Luc en Diois et Montgenèvre sur la Table de Peutinger.

### De l'époque féodale à la Révolution
Les premières données plus précises remontent au XIIIe siècle, et concernent en premier lieu le seigneur de Cornillon de l'époque : Guigue II Alleman, né de Odon II Alleman vers 1255 et décédé en 1320 qui faisait partie d'une ancienne lignée de la région alors seigneurs de Champ, Prébois, Entraigues et Cornillon. Et en second lieu l’un des multiples conflits opposant la famille comtale de Morges, à l’un de ses voisins : il s’agissait en l’occurrence, d’un combat opposant en 1261 les comtes de Die et de Morges. C'est ce dernier qui sortit vainqueur du champ de bataille situé entre la ville actuelle de Mens et l’ancienne place forte de Cornillon.
56 ans plus tard, soit en 1317, le chevalier Guigues de Villaret (famille des grands maîtres des Hospitaliers de l'ordre de Saint-Jean de Jérusalem) rendait hommage au dauphin du Viennois, Jean II pour la châtellenie de Clermont (il s’agissait de la souche naissante de la famille des Clermont-Tonnerre, maison située à Monestier de Clermont) ainsi que pour la châtellenie de Cornillon.
Le 4 mars 1319, Jean II dauphin mourut en transmettant à son fils Guigues VIII les quatre châteaux de Vizille, La Mure, Corps, Beaumont. Ces legs pourraient être remplacés par les châteaux de Clermont, de Cornillon ou d’Avignonnet si l’un des quatre premiers se trouvaient faire partie du douaire de son épouse. En 1333, Guigues VIII Dauphin, alors seigneur suzerain de Cornillon, mourut au siège du château de La Perrière, laissant sa succession à Humbert II.
Humbert II devait être le dernier dauphin du viennois issu de la branche d'origine, et régner jusqu’en 1349 sur la principauté du Viennois. Cet état féodal puissant localement était en fait très indépendant, dans le cadre de son hommage au Saint-Empire romain germanique qui, on le sait, n’exerçait guère qu'un pouvoir lointain sur ses vassaux. Humbert II, élevé à la cour de Naples, vécu de façon très dispendieuse au début de son règne. Il renfloua sa situation financière en cédant son Dauphiné à Philippe VI de Valois le 29 mars 1349, après avoir tenté sans succès de le céder au pape. Il consacrera ses dernières années à la croisade en Terre Sainte. Son dernier acte de gouvernement avant de quitter le Viennois, fut la signature du Statut delphinal qui consacrait les libertés de ses sujets et engageait le roi de France à les respecter.
Il est intéressant de s'interroger sur les origines de cette famille de Chypre si longtemps présente à Cornillon, qui apparait en Viennois au début du XIVe siècle, et sur la probabilité de l’existence d’un ancêtre issu de la famille de Lusignan. Les Lusignan s’étaient effectivement repliés sur l’île de Chypre, qu'ils avaient acheté à Richard Cœur de Lion, après la victoire de Saladin et leur retraite de Terre Sainte où ils étaient rois de Jérusalem. Ils furent donc ensuite rois de Chypre.
Un descendant templier issu de cette lignée aurait donc émigré en Viennois, et se serait mis au service du dauphin, par hommage féodal, plutôt que du roi de France dans le contexte du procès de 1314, mené par Philippe le Bel contre l'ordre du Temple, avec la complicité passive du pape Clément. C'est ainsi que nous trouvons Guillaume de Chypre en 1332 à Chirens, puis, châtelain dans la vicomté de Trièves en vertu de son hommage rendu au dauphin Humbert II en 1338.
Nous trouvons également son fils Jean possessionné à Saint-Jean d'Hérans en 1346.
C'est le caractère improbable de cet hommage, d'un chevalier sans patrimoine rendu directement à un prince aussi puissant que le dauphin du Viennois, qui laisse à penser que Guillaume de Chypre est bien reconnu à l'époque comme étant issu de la souche royale de Chypre. Il existe en effet nombre d’exemples de chevaliers du Temple, réfugiés dans la vie séculière militaire sous la protection de princes indépendants du roi de France, pour échapper aux poursuites. Ce fut précisément le cas en l'espèce. La pratique courante de l’alchimie au sein du temple constitue, à mes yeux une indication à ne pas négliger, comme on le verra plus loin.
En 1349, donc, Charles de France, fils aîné du roi de France et nouveau dauphin, recueillit le serment lige de Joffrey, vicomte de Clermont et descendant du chevalier de Villaret (seigneurie qui était, on le voit, montée en grade depuis 1317), en présence de Guigues Froment, Humbert Pilati ainsi que de Guillaume de Chypre, châtelain dans la vicomté de Clermont depuis 1340.
En 1357, Charles de France dauphin rendait son hommage à Charles IV, empereur romain germanique pour le Dauphiné.
En 1364, le même Charles de France fut couronné roi de France sous le nom de Charles V de France, et conserva le titre de dauphin, contredisant en cela les termes de son engagement envers Humbert II qui prévoyait que le titre devait échoir aux fils aînés des rois de France.
C'est en 1390 que Guigue III Alleman cède le château de Cornillon à Charles VI de France (fils de Charles V dit le Fol), en échange de la part détenue par ce dernier dans celui de Claix. Cornillon se trouve alors sans seigneur dans la dépendance de la vicomté de Clermont.
La guerre contre les Anglais ayant repris après la mort de Charles V, Jacques de Chypre, petit-fils de Guillaume, sera tué à la bataille de Verneuil en 1424, où l’ost français auquel s’étaient joints pour la première fois les chevaliers de la noblesse du Viennois fut écrasé par les Anglais.
En 1427, le recensement fait apparaître les deux frères Antoine et François Faure de Vercors parmi les familles nobles de la vicomté de Clermont : c’est en 1448 que les frères de Vercors prêtent serment au vicomte de Clermont pour Cornillon, quittant alors leur maison forte de Corrençon, origine de la famille de Vercors. Cette lignée y avait été fondée en 1346 par Guillaume Faure de Vercors.
Cornillon est alors un ouvrage militaire de type féodal, bâti à proximité du col pour en contrôler l’accès et assurer ainsi la tranquillité de la ville de Mens qui est également propriété du Viennois, donc du roi de France. L’emplacement exact de cette tour de guet n’est pas certain, mais plusieurs sources, dont le Musée Dauphinois, indiquent la probabilité d’une situation sur la colline dite du Sert du Faye qui domine les bâtiments actuels.
Vers 1470, Antoine Faure II de Vercors épouse Filipa de Jouven, fille de Giraud de Jouven. De leur union, naîtra Isabeau Faure de Vercors qui épousera Pierre de Chypre, le petit-fils de Jacques de Chypre, pour former la branche dite De la Croix Haute sous le nom de Faure de Vercors de Chypre. Ils auront deux fils, Jean Faure de Vercors de Chypre et Pierre Faure de Vercors de Chypre.
Les descendants de cette famille ne garderont désormais que le nom royal de Chypre, pour confirmation supplémentaire du prestige reconnu de ce patronyme qui conduisit les membres de cette famille à lui donner la préférence sur le nom de Vercors.
Pierre de Chypre meurt en 1568, en laissant la châtellenie de Cornillon à son aîné Jean. Jean a alors déjà entrepris de grands changements dans les bâtiments : Jean sera le bâtisseur vers 1530, du vivant de son père, de l’actuel château de Cornillon, où l’on peut observer ses armes, trois écussons d’or en triangle la pointe vers le bas sur fond de gueule, malheureusement martelées à la Révolution, au-dessus de la porte d’entrée de la tour au coin sud-ouest de l’édifice. Soulignons qu'il s'agit là des armes des Chypre régnant sur l'île de Chypre.
Jean de Chypre était un alchimiste, et selon la tradition alchimique, il laissa, scellé dans les œuvres vives de sa demeure le témoignage de l’accomplissement par lui du Grand Œuvre. Ainsi, il existe, pris dans l’un des murs des caves du château, un linteau de noyer portant en bas-reliefs l’indication du jour, de l’heure et de l’année de cet accomplissement avec un rappel des armes de Jean de Chypre. Jean épousera Melquione de Reynier et en aura une très nombreuse descendance : Gaspard, Jean, Louis, Daniel, Alexandre, Rose, Hortense, Isabeau et François. Gaspard de Chypre héritera du domaine à la mort de Jean de Chypre en tant qu’aîné.
En 1697, le recensement fait apparaître que Henry de Chypre, descendant d’un des enfants cadets de Jean de Chypre, verse une rente de 30 sétiers de blé pour Cornillon à Antoine Sibut de Saint-Ferréol. La famille de Saint-Ferréol était devenue propriétaire de toute la châtellenie de Cornillon à la suite des successions intervenues depuis Jean dans le cadre du droit de l’ancien régime en matière d’héritages, et par le rachat des terres de M. de Bardel en 1787.
Ainsi, on peut remarquer en confirmation de cela, qu’en 1788, l’assemblée de Romans réunit parmi ses membres monsieur Sibut de Saint-Ferréol, monsieur de Lachau, et monsieur Perrot du Thau, tous trois membres de la noblesse à Cornillon. M. de Saint-Ferréol choisira d’émigrer à l’étranger en 1791, abandonnant ainsi la châtellenie de Cornillon. La conséquence de ce choix sera la vente du domaine comme bien national.
Cette vente partagera l’ensemble en quatre parts :
1. Pour M. Jean-Jacques Richard, la seconde maison de maître et une part des terres : Jean-Jacques Richard était le fils d'un protestant de Mens. Il fut pharmacien puis médecin militaire avant d'être un homme politique influent, de 1792 à la fin de la monarchie de Juillet. Il exerça d'importantes fonctions publiques et se vit décerner par Napoléon, Louis XVIII et Louis-Philippe de très hautes distinctions. Il fut en 1795, sous le Directoire, élu député au Conseil des Cinq-Cents. Il fut nommé comte d'Empire en 1808, sous Napoléon et pair de France en 1832 sous Louis-Philippe.
2. Pour M. Jean-Baptiste Merlin, le second corps de fermes et une part des terres
3. Pour Mme Elisabeth Saussac (veuve Allourd), une part des terres
4. Pour M. Joseph Riondet, une part des terres.

Le château était probablement partie de l’un des deux derniers lots, mais nous n’en avons pas trouvé confirmation. Ce n’est qu’après les troubles de la Révolution et de l’Empire, en 1834, que nous retrouvons trace d’un propriétaire du château : il s’agissait de Napoléon Durant-Savoyat qui avait été représentant du peuple à l’assemblée constituante.
Napoléon Durant-Savoyat (Izeaux, 28 octobre 1800 - Cornillon-en-Trièves, 25 avril 1859), est né à Izeaux. Fils de cultivateur, propriétaire-cultivateur lui-même puis agronome à Cornillon-en-Trièves. Il fut élève dans des établissements de fermes-modèle, puis professeur d'agriculture. Il affirme ses sentiments républicains dès 1830, lorsqu'il prend la direction du Dauphinois. Député démocrate, il fut élu à l'Assemblée nationale constituante (23 avril 1848-26 mai 1849) puis à l'Assemblée législative (13 mai 1849-2 décembre 1851). Il fut en 1849 l'un des rédacteurs de la Feuille du peuple. Il fut membre du comité central républicain et résista au coup d'État de Napoléon-Bonaparte puis se retira de la vie politique. Victor Hugo a dit de lui qu’il était un « Homme d'un rare esprit et d'un rare courage »[réf. nécessaire].
Napoléon Durant-Savoyat avait sans doute acquis le château auprès de Mme Saussac ou de M. Riondet, toujours est-il qu’il le cèdera finalement en 1898 à Edmond Richard-Béranger, qui avait accolé les patronymes de ses ancêtres Jean-Jacques Richard et Jean Béranger. Les descendants de Jean-Jacques Richard reconstituaient ainsi l’unité du domaine et se rendaient propriétaires du château qui avait échappé à leur ancêtre lors des ventes de biens nationaux.
C’est donc en 1999, soit après plus d’un siècle de stabilité mais d’abandon pour les 60 dernières années, que le domaine entier quitte le patrimoine de la famille Richard-Béranger, vendu par Mme Odette Richard-Béranger-Kaltenbach.

## Politique et administration

### Liste des maires
| Période | Période  | Identité          | Étiquette | Qualité |
| ------- | -------- | ----------------- | --------- | ------- |
| 1944    | 1953     | Germain BAUP      |           |         |
| 1953    | 1983     | Georges PENNEQUIN |           |         |
| 1983    | 2001     | Guy MATHELET      |           |         |
| 2001    | En cours | Gérard BAUP       |           |         |

## Population et société

### Démographie
L'évolution du nombre d'habitants est connue à travers les recensements de la population effectués dans la commune depuis 1793. Pour les communes de moins de 10 000 habitants, une enquête de recensement portant sur toute la population est réalisée tous les cinq ans, les populations de référence des années intermédiaires étant quant à elles estimées par interpolation ou extrapolation. Pour la commune, le premier recensement exhaustif entrant dans le cadre du nouveau dispositif a été réalisé en 2007.

En 2022, la commune comptait 169 habitants, en évolution de +1,2 % par rapport à 2016 (Isère : +3,07 %, France hors Mayotte : +2,11 %).
| 1793 | 1800 | 1806 | 1821 | 1831 | 1836 | 1841 | 1846 | 1851 |
| ---- | ---- | ---- | ---- | ---- | ---- | ---- | ---- | ---- |
| 343  | 304  | 300  | 252  | 330  | 317  | 358  | 357  | 366  |

| 1856 | 1861 | 1866 | 1872 | 1876 | 1881 | 1886 | 1891 | 1896 |
| ---- | ---- | ---- | ---- | ---- | ---- | ---- | ---- | ---- |
| 335  | 333  | 339  | 307  | 307  | 303  | 300  | 295  | 288  |

| 1901 | 1906 | 1911 | 1921 | 1926 | 1931 | 1936 | 1946 | 1954 |
| ---- | ---- | ---- | ---- | ---- | ---- | ---- | ---- | ---- |
| 240  | 237  | 209  | 179  | 192  | 168  | 157  | 145  | 141  |

| 1962 | 1968 | 1975 | 1982 | 1990 | 1999 | 2006 | 2007 | 2012 |
| ---- | ---- | ---- | ---- | ---- | ---- | ---- | ---- | ---- |
| 138  | 128  | 132  | 142  | 142  | 137  | 162  | 166  | 170  |

| 2017 | 2022 | - | - | - | - | - | - | - |
| ---- | ---- | - | - | - | - | - | - | - |
| 165  | 169  | - | - | - | - | - | - | - |

### Enseignement
La commune est rattachée à l'académie de Grenoble.

### Médias
Historiquement, le quotidien régional Le Dauphiné libéré consacre, chaque jour, y compris le dimanche, dans son édition de Romanche et Oisans, un ou plusieurs articles à l'actualité de la commune, de son canton, ainsi que des informations sur les éventuelles manifestations locales.
La commune est située sur l'aire de diffusion de radio Ici Isère, une radio publique qui émet sur tout le territoire du département de l'Isère.

## Culture locale et patrimoine

### Lieux et monuments
- Château de Cornillon

Construit vers 1530 par Jean Faure de Vercors de Chypre, il est aujourd'hui en cours de restauration. Le château fut le centre de la châtellenie de Cornillon.
- Église Saint-Pierre de Cornillon-en-Trièves

### Patrimoine naturel
C'est à Cornillon-en-Trièves qu'ont été découvertes les fameuses eaux minérales d'Oriol. Elles sont étudiées en 1639 dans un fascicule publié à Grenoble par un médecin, Pierre Vulson. Elles ont été exploitées par la société « Les Eaux d'Oriol », et sont actuellement fermées. Elles passent pour être les seules eaux minérales naturellement gazeuses des Alpes françaises.

### Héraldique
| Blason | Blasonnement : Trois écussons d'or deux et un sur fond de gueule. |